# صحوة (صعدة)
صحوه هي إحدى قرى الجمهورية اليمنية تتبع جغرافيًا محافظة صعدة وإداريًا لمديرية الصفراء وهي تابعة لعزلة وادعة يحدها من الشمال قرية دماج ومن الغرب قرية آل عمار ومن     الجنوب قرية مذاب ومن الشرق قريةآل سالم